# Маунт Лебанон (Луизијана)
Маунт Лебанон (енгл. Mount Lebanon) град је у америчкој савезној држави Луизијана.

## Демографија
По попису из 2010. године број становника је 83, што је 10 (13,7%) становника више него 2000. године.
| Група             | 2000.      | 2010.      |
| Белци             | 56 (76,7%) | 69 (83,1%) |
| Афроамериканци    | 17 (23,3%) | 11 (13,3%) |
| Азијати           | 0 (0,0%)   | 0 (0,0%)   |
| Хиспаноамериканци | 0 (0,0%)   | 0 (0,0%)   |
| Укупно            | 73         | 83         |